# Horatio Caro
Horatio Caro (* 5. Juli 1862 in Newcastle upon Tyne; † 15. Dezember 1920 in London) war ein englischer Schachspieler und -theoretiker.
Er lebte in Berlin und war Mitglied der Berliner Schachgesellschaft. 1890 machte er auf sich aufmerksam, als er eine Turnierpartie gegen den späteren Weltmeister Emanuel Lasker in nur 14 Zügen gewann.
Bereits vor der Jahrhundertwende trat Caro auf der internationalen Turnierarena in Erscheinung: Er wurde beim internationalen Turnier von Berlin 1897 9., ein Jahr später nahm er am großen österreichischen Kaiser-Jubiläums-Turnier in Wien teil (17. Platz).
1904 wurde er 1. Berliner Meister. Im gleichen Jahr beteiligte er sich am 14. Kongress des Deutschen Schachbundes in Coburg, belegte dort allerdings nur den 11. Platz. Bei einem Meisterturnier in Barmen 1905 kam er auf Platz 7 und konnte dabei immerhin Rudolf Spielmann und Aaron Nimzowitsch, die damals noch am Anfang ihrer Karrieren standen, hinter sich lassen.
Caro spielte Wettkämpfe gegen die besten Schachmeister seiner Zeit und erwies sich als überraschend erfolgreicher denn in seinen Turnierteilnahmen: Er erreichte zwei Mal (1892 und 1903) ein Unentschieden gegen Curt von Bardeleben. Der erste Wettkampf endete 3:3 (+2 =2 −2), der zweite 4:4 (+4 =0 −4) und verlor knapp gegen den polnischen Weltklassespieler Szymon Winawer mit 2,5:3,5 (+2 =1 −3) sowie gegen Jacques Mieses mit 4,5:5,5 (+3 =5 −4), jeweils in Berlin 1897. Er gewann 1905 ein Match gegen den deutschen Meister Moritz Lewitt mit 6,5:5,5 (+4 =5 −3), gleichfalls in Berlin ausgetragen.
Bekannt ist er heute aber vor allem durch seine Analyse der später so genannten Caro-Kann-Verteidigung (1. e2–e4 c7–c6), die er bereits 1886 in der Schachspalte der Täglichen Rundschau veröffentlicht hatte. Zwar war es der Pole Szymon Winawer, der diesen Zug als erster in die Turnierpraxis einführte, nämlich bereits 1883, doch führte erst die theoretische Grundlage durch Caro und Kann zu einer Etablierung dieser heute so populären Verteidigung (sie wurde auf allerhöchstem Spielstärkeniveau zuletzt von Magnus Carlsen in der 2. Partie seines Weltmeisterschaftskampfes von 2013 gegen Viswanathan Anand eingesetzt).
Ebenfalls nach Caro und Kann benannt ist eine Variante in der Englischen Eröffnung, nämlich der Aufbau 1. c2–c4 Sg8–f6 2. Sb1–c3 c7–c6 3. e2–e4 d7–d5.